# Divisió de Minbu
La divisió de Minbu fou una entitat administrativa de l'Alta Birmània amb capital a Minbu, que va existir des del 1886 i fins després de 1905 quan es va aprovar el trasllat de la capital de la divisió a Magwe i va ser rebatejada divisió de Magwe. Formava íntegrament part de la conca de l'Irauadi. Estava formada per quatre districtes:
- Districte de Thayetmyo, al sud
- Districte de Minbu, al nord de l'anterior entre l'Irauadi l'Arakan Yoma
- Districte de Magwe, al nord del primer, entre l'Irauadi i el Pegu Yoma
- Districte de Pakokku, entre l'Irauadi i Chindwin fins a les muntanyes Chin

El comissionat de la divisió tenia jurisdicció sobre les muntanyes Pakkoku Chin (Pakokku Chin Hills) a l'oest de Pakkoku. Excepte aquesta zona muntanyosa a l'oest, tota la divisió era plana. La població (exclosos els Pakokku Chin Hills) era de 997.269 el 1891 i d'1.076.280 el 1901, distribuïda en 7 ciutats i 4.714 pobles. La capital era Minbu amb 5.780 habitants, però Pakkoku (19.456), Thayetmyo (15.824) i Allanmyo (al districte de Thayetmyo, amb 10.207 habitants) eren ciutats més grans. Les altres ciutats eren Salin (districte de Minbu), Magwe i Taungdwingyi (districte de Magwe). Pakokku i Allanmyo eren centres comercials i Thayetmyo i Salin eren ciutats antigues amb una certa història. La població era birmana (1.009.102 el 1901) amb 44.000 xins a l'oest, i algunes altres minories poc nombroses les principals de les quals eren els taungthes (5.700), xans i xinesos. La població era budista amb 4.768 hinduistes i 4.696 musulmans.